# Green America
Green America (до 1 января 2009 года известная как Co-op America) — некоммерческая организация, базирующаяся в США, которая продвигает экологически сознательное и этичное потребление. Основанная в 1982 году Полом Фрейндлихом, Green America ставит своей целью использовать экономическую силу потребителей и предприятий для обеспечения социальной справедливости и экологической устойчивости окружающей среды путём внедрения подхода, помогающего потребителям найти на рынке экологически чистые компании. Предприятия, которые прошли процесс отбора Green America и были одобрены для включения в их каталог «Национальные зелёные страницы» (National Green Pages), получают специальный знак одобрения Green America.. Знак одобрения Green America выдается компаниям-кандидатам, которые работают таким образом, чтобы поддерживать рабочих, сообщества и защищать окружающую среду.

## История
Co-op America (ныне Green America) берет начало от движения за экологию и социальную справедливость 1970-х годов. Основатель организации, Пол Фрейндлих, считал, что существует значительная часть американцев, которые изменились благодаря культурным достижениям последних десятилетий, но не нашли способа выразить это в своей жизни. Некоторые региональные предприятия выросли из аналогичных ценностей, но не имели доступа к клиентской базе, достаточной для своего роста. Co-op America начиналась как совместная торговая площадка, где сотрудники и избранная структура управления отвечали на общие запросы потребителей и бизнеса по защите окружающей среды. Co-op America издавала ежеквартальный журнал «Создание экономических альтернатив» и каталог товаров и услуг.
Co-op America получила поддержку президента компании Consumers United Джеймса П. Гиббонса. Каталог кооперативов был разработан и контролировался Дениз Хамлер, которая вошла в штат компании в 1982 году и продолжала руководить крупной программой, включающей «Национальные зеленые страницы» и проведение «Зеленых фестивалей». В 2016 году Дениз Хамлер ушла на пенсию спустя 34 года своей деятельности в Green America.
Алиса Гравиц получила должность консультанта в 1983 году, а в 1990 году сменила Пола Фрейндлиха на посту исполнительного директора компании. Пол остался в Совете директоров в качестве основателя и почетного президента.

## Программы
Green America проводит программы, направленные на сохранение окружающей среды и улучшение прав человека в области питания, финансов, труда и климата. В 2019 году были доступны следующие программы:
- «Истинная стоимость двухдневной доставки» (The true cost of two-day shipping) — это программа, показывающая плохие условия на складах, которые упаковывают и отправляют товары для Amazon.[12][13][14]
- «Иммигранты, которые кормят страну» (The immigrants who feed the country)[15] — программа, демонстрирующая низкую заработную плату и плохие условия труда рабочих, собирающих урожай продовольственных культур в США.[16]

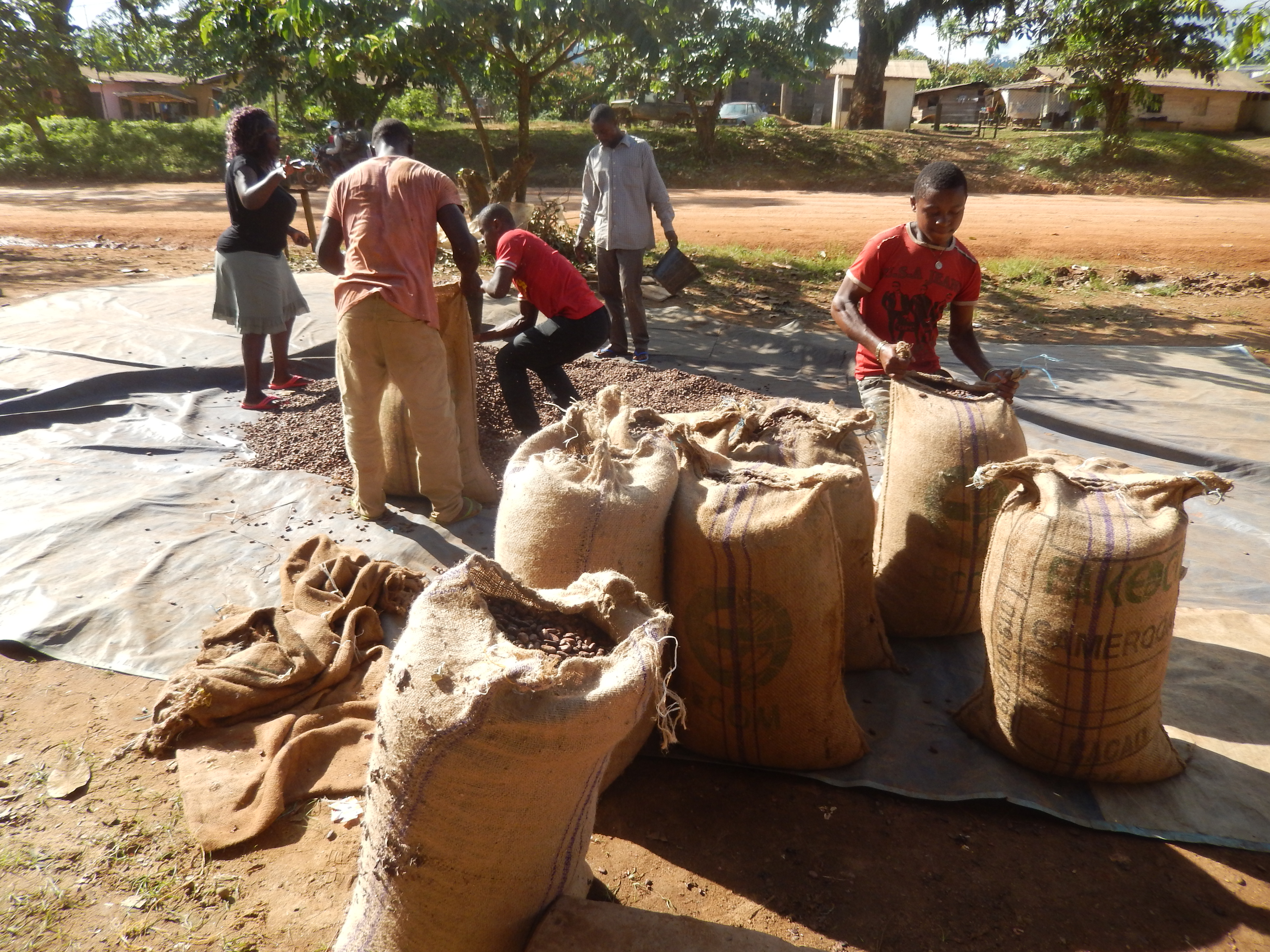
Сезон какао в Камеруне

- «Поднимите планку, Hershey» (Raise the Bar, Hershey) — это кампания, призванная убедить шоколадную компанию Hershey придерживаться справедливой торговли, а также принять более прозрачную политику в отношении поставщиков[17].

Green America является частью Voice, коалиции по наблюдению за реформированной какао-индустрией. В центре внимания — производитель шоколада Godiva Chocolatier и использование детского труда при производстве какао. Правозащитные организации Global Exchange и Международный форум по правам трудящихся также являются частью программы.

## Издания
Green America издает «Национальные зеленые страницы», общенациональный каталог проверенных, социально и экологически ответственных предприятий в Соединенных Штатах. Он предназначен для подключения потребителей к экологически чистым продуктам зеленого бизнеса.
Your Green Life — это ежегодное издание, которое представляет собой руководство для потребителей, которые хотят делать ответственный выбор при покупке товаров или услуг.